# Kościół św. Stanisława w Chlewiskach
Kościół świętego Stanisława – rzymskokatolicki kościół parafialny należący do parafii pod tym samym wezwaniem (dekanat szydłowiecki diecezji radomskiej).
Świątynia została zbudowana przez Mikołaja Chlewickiego w latach 1511–1512 na zrębach poprzedniego romańskiego kościoła z 1121 roku. Przebudowywana była w XVII wieku przez Wawrzyńca Chlewickiego i w XVIII wieku przez Józefa Potkańskiego. W latach 20. XX wieku została rozbudowana według projektu Juliana Lisieckiego i podniesiona do rangi bazyliki. świątynia została wzniesiona w stylu gotyckim (chociaż pierwotnie została zbudowana w stylu romańskim – przykładem jest tu arkadkowy fryz, okno ozdobione plecionką lub kamień z późnoromańskim czterolistnym przeźroczem umieszczonym w zachodniej ścianie). Budowla jest murowana, wzniesiona z kamienia i cegły, orientowana, w części starszej posiada jedną nawę, natomiast w części rozbudowanej bazyliki – trzy nawy. Najstarszą częścią świątyni jest gotyckie prezbiterium z zakrystią północną i kaplicami, na zewnątrz posiada przypory. Prezbiterium i kaplica północna nakryte są sklepieniami gwiaździstymi, natomiast kaplica południowa – sklepieniami kolebkowo-krzyżowymi. Portal prowadzący do starej zakrystii jest kamienny i reprezentuje styl późnogotycki. Drzwi żelazne z okuciami i starym zamkiem powstały w XVI wieku. Świątynia posiada również liczne fragmenty późnogotyckiej kamieniarki (portale, zworniki) ozdobione herbami fundatorów świątyni, m.in. Łabędź, Odrowąż, Habdank oraz inne cenne detale architektoniczne. Wśród najcenniejszych zabytków będących wyposażeniem świątyni można wyróżnić: gotycką figurę Matki Boskiej z Dzieciątkiem wykonaną z lipowego drewna, św. Anny Samotrzeć i Chrystusa Zmartwychwstałego a także kamienne nagrobki z XV-XVII wieku, m.in. Wawrzyńca Chlewickiego i jego małżonki Doroty, epitafium księdza Szydłowskiego powstałe w I połowie XVII wieku i nagrobek Katarzyny z Sapiehów Sołtykowej w stylu klasycystycznym.

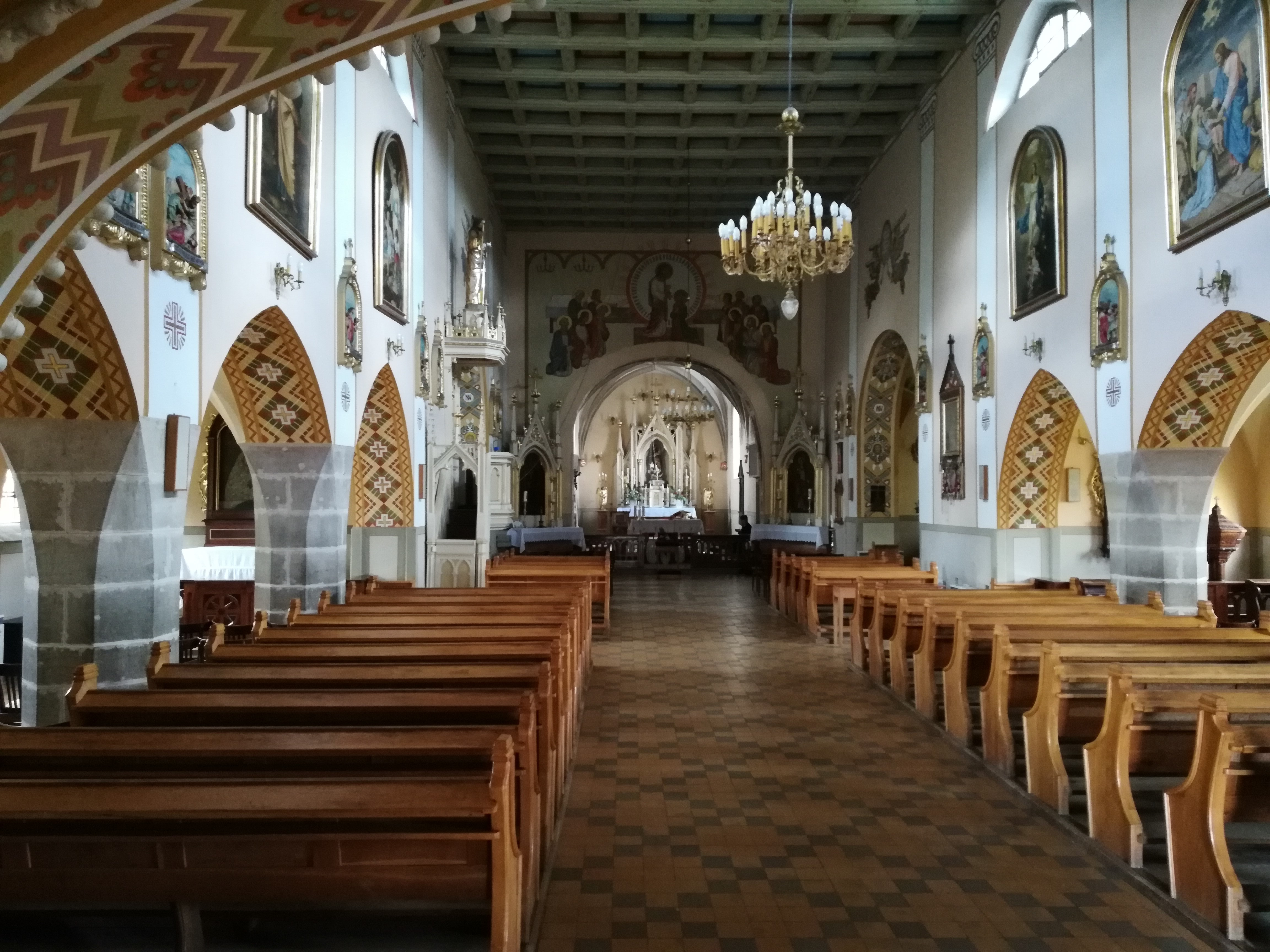
Wnętrze świątyni
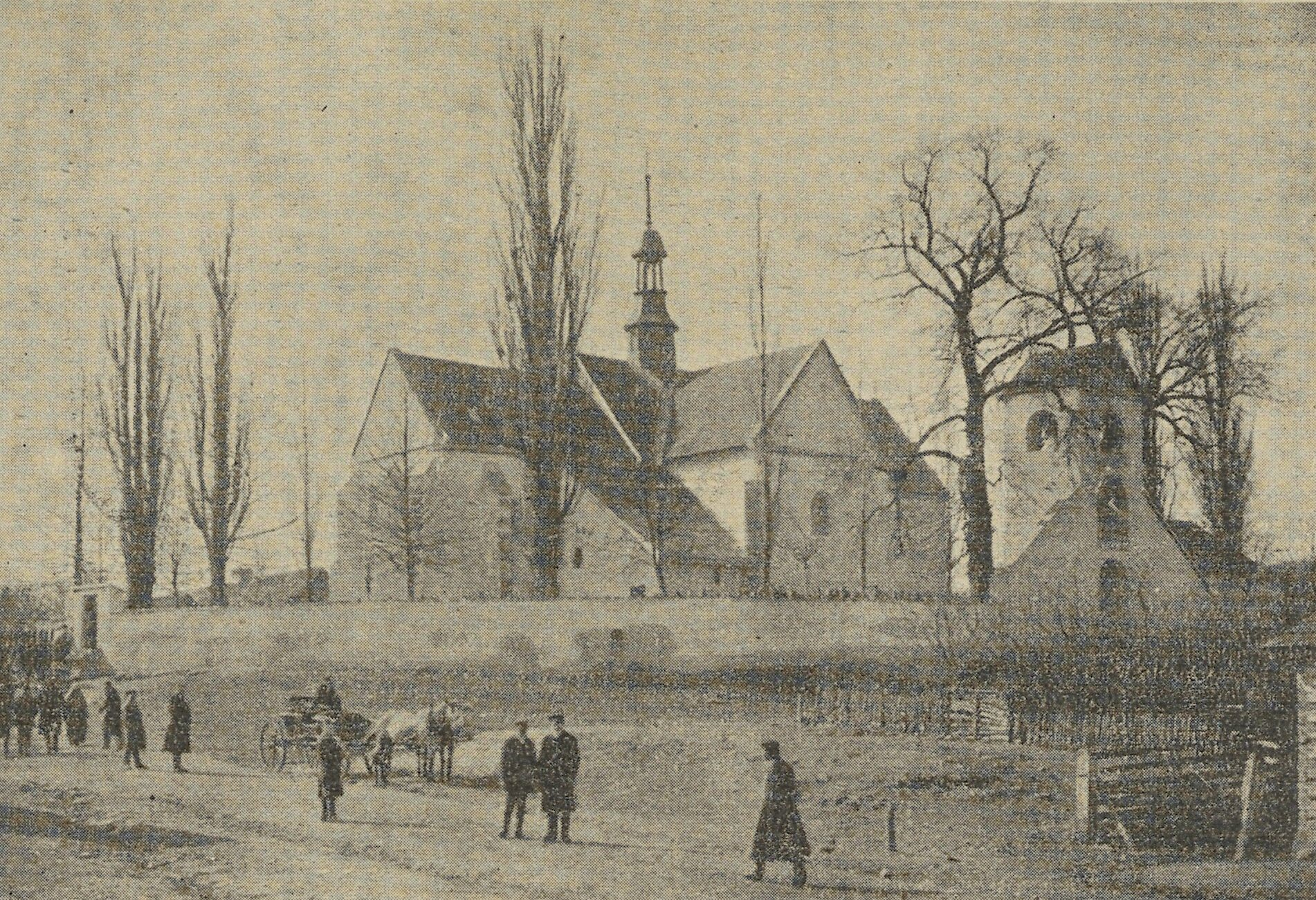
Widok przed 1913